# Страстная седмица
Страстна́я седми́ца (Страстна́я неде́ля, ранее также Вели́кая седми́ца, греч. Ἁγία καὶ Μεγάλη Ἑβδομάς) в исторических христианских церквях — предшествующая Пасхе неделя, во время которой вспоминается Тайная вечеря, предание на суд, распятие и погребение Иисуса Христа.
В католицизме считается последней неделей Великого поста, в православии представляет собой самостоятельную часть литургического года, следующую за Великим постом, но не являющуюся его частью. Так, согласно Триоди постной, Великий пост в узком смысле (Четыредесятница) завершается пятницей Седмицы ваий, накануне Лазаревой субботы, и насчитывает, таким образом, шесть недель без двух дней — Лазаревой субботы и Вербного воскресенья.
Все дни Страстной седмицы носят название «Великих» — Великий понедельник, Великий вторник и т. д.; употребляется также эпитет «Страстной» (чаще всего в отношении Великой пятницы).
В православии первые три дня Страстной седмицы совершается аллилуйное богослужение с Литургией преждеосвященных Даров, в Великий четверг и Великую субботу — литургия Василия Великого, в Великую пятницу литургия не совершается. В первые три дня Страстной седмицы устав предписывает прочитывать всю Псалтирь (в отличие от всех седмиц Великого поста, когда Псалтирь читается дважды), кроме 17-й кафизмы, читаемой на утрени Великой субботы.
В католицизме Великий четверг, Великая пятница и Великая суббота объединены под названием Пасхальное триденствие.

## Дни Страстной седмицы
Великий пост состоит из Великой четыредесятницы и Страстной седмицы. Богослужению в Страстную седмицу придаётся особое значение.
В Страстную седмицу пост особенно строг. Самый строгий пост предписывается в Великую пятницу.

### Великий понедельник
В Великий понедельник вспоминается ветхозаветный патриарх Иосиф, проданный братьями в Египет, как прообраз страдающего Иисуса Христа, а также евангельское повествование о проклятии Иисусом бесплодной смоковницы (Мф. 21:18—22), символизирующей душу, не приносящую духовных плодов — истинного покаяния, веры, молитвы и добрых дел.

### Великий вторник
В Великий вторник воспоминается обличение Иисусом фарисеев и книжников (Мф. 23:1—39), а также притчи, произнесённые Им в Храме — о дани кесарю (Мф. 22:15—22) и о воскресении мёртвых (Мф. 22:23—33), также о Страшном суде (Мф. 25:31—46) и кончине мира (Мф. 24:3—42), о десяти девах (Мф. 25:1—13) и талантах (Мф. 25:14—30).

### Великая среда
В Великую среду христиане со скорбью вспоминают решение Иуды Искариота о предательстве своего Учителя за тридцать сребреников (Мф. 26:14—16).
Также воспоминается грешница, которая, омыв слезами и помазав драгоценным миром ноги Христа, подготовила Его таким образом к погребению (Мф. 26:6—13).

### Великий четверг
В Великий четверг христиане вспоминают четыре события:
- Тайная вечеря (Мф. 26:20—29).
- Омовение Христом ног ученикам (Ин. 13:3—17).
- Молитва Христа в Гефсиманском саду (Мф. 26:36—46).

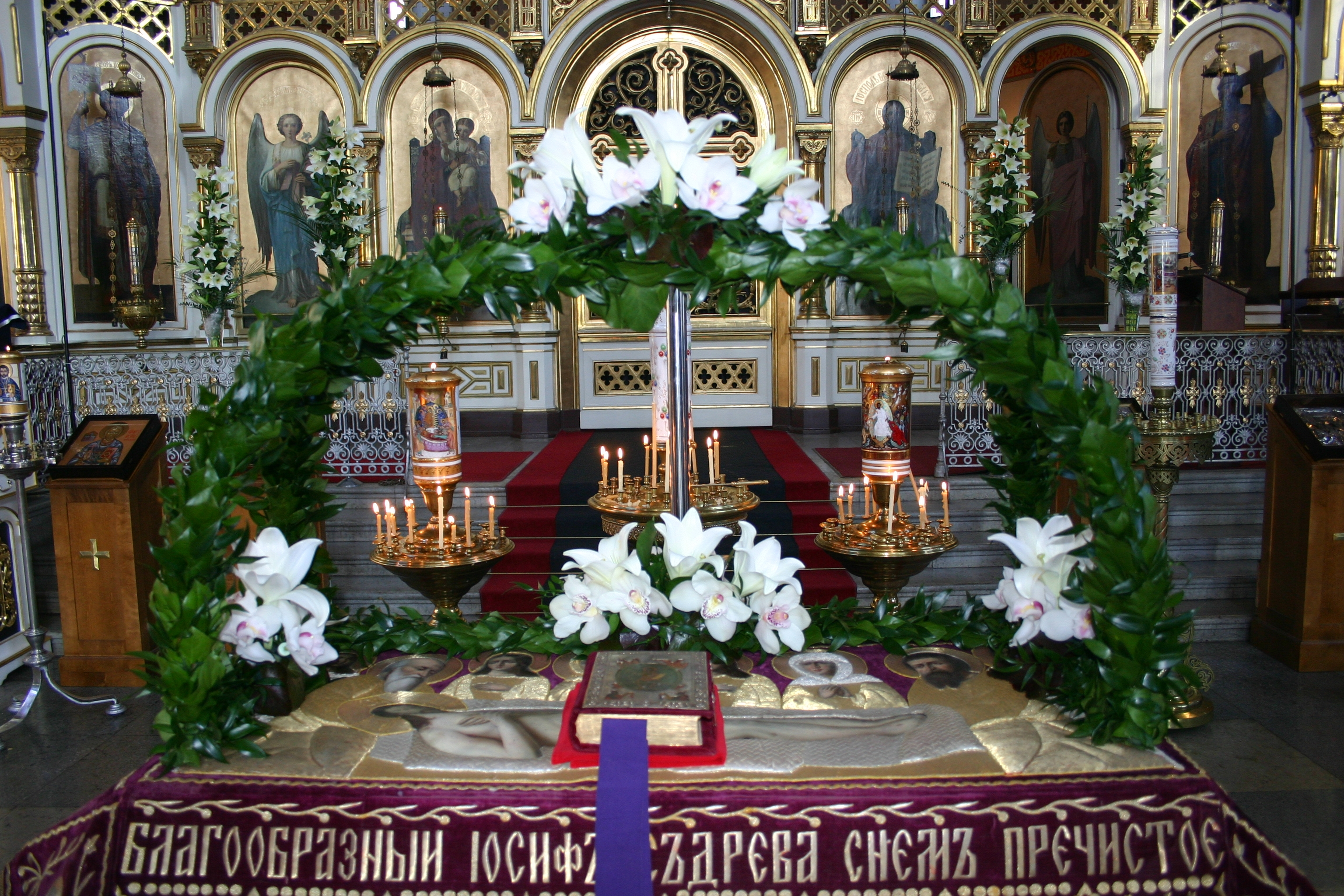
Плащаница, положенная на «гробнице»

- Предательство Иуды (Мф. 26:47—49)[8].

### Великая пятница
В Великую пятницу — воспоминание о суде, распятии и крестной смерти Спасителя (Мф. 27:1—56).
В православии на утрене читаются 12 Евангелий Святых Страстей Христовых, на вечерне выносится плащаница и поётся канон о распятии Господа и «На плач Пресвятой Богородицы».
В Великую пятницу принято не вкушать никакой пищи до окончания вечерни с богослужебным чином погребения Плащаницы Иисуса Христа — до девятого часа (совр. ~ 15:00) указанного в Евангелии времени мучительной смерти Иисуса Христа на кресте (Мф. 27:45—50).

### Великая суббота
Великая суббота — воспоминание о погребении Иисуса Христа (Мф. 27:57—60), пребывании Его тела во Гробе (Мф. 27:62—66), сошествии Его душою во ад и возвещении пребывавшим там победы над смертью. Освящение пасхальной еды. В субботу в Иерусалиме сходит благодатный огонь.

## Славянские традиции
В народе эта неделя имела множество названий: рус. Красная, Червоная, Великая, Святая неделя, укр. Білий тиждень, Чистий тиждень, бел. Русальная неделя.
В течение всей недели шла подготовка к главному празднику, мыли столы, скамейки, лавки, окна, двери. Белили печь, а то и стены. Выскабливали, вымывали пол, вытряхивали половики, перемывали посуду. С четверга до субботы шло приготовление у печи и во дворе, хозяйки пекли пасхальные куличи, красили яйца, запекали мясо, мужчины ставили качели, заготавливали дрова на время праздника и др. Селяне старались быть немногословными. Как и в течение всего поста, избегали громкого уличного пения, не было уличных игр и хороводов. По поверьям болгар, за соблюдением традиций следили самовилы. Считалось, что Страстная неделя была временем разгула нечистой силы. Согласно славянским традициям, перед Велик днём или после него предки возвращаются на землю, где пребывают в течение некоторого времени.